# التجنيد في المغرب
التجنيد أو الخدمة العسكرية في المغرب هي فرصة تمكن المجندين من الحصول على تكوين تقني ومهني في التخصصات المتوفرة لدى وحدات القوات المسلحة الملكية المغربية، مما سيساعدهم على إكتساب خبرات جديدة ليصبحوا فاعلين في المجتمع.

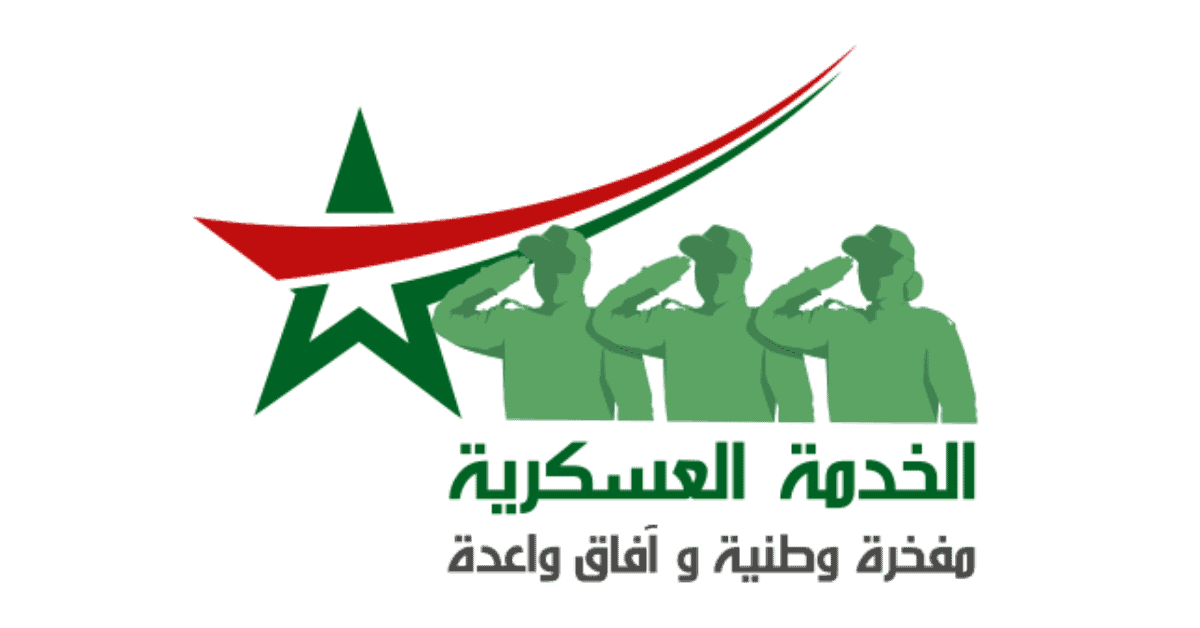

تساعد الخدمة العسكرية الشباب على إكتساب مهارات نوعية تمكنهم من تطوير قدراتهم الذاتية والمعرفية والمهنية والإندماج بسهولة في سوق الشغل للمساهمة في التنمية والحياة الإجتماعية. وتعتبر الخدمة العسكرية إجبارية بالنسبة للأشخاص البالغون ما بين 19 و25 سنة، مع إمكانية إستدعاء الأشخاص البالغين أكثر من 25 سنة والذين إستفادوا من الإعفاء لأداء الخدمة العسكرية إلى حين بلوغهم 40 سنة إذا زال سبب إعفائهم. وهي إختيارية وغير إجبارية بالنسبة للنساء والمغاربة المقيمين بالخارج.

## مدة الخدمة العسكرية
تستغرق الخدمة العسكرية 12 شهرا، يتلقى المجند خلال الأربعة أشهر الأولى تكوينا أساسيا عاما وتكوينا عسكريا، وخلال الثمانية أشهر الموالية، يتلقى تكوينا في المجالات والتخصصات المتوفرة لدى مراكز التكوين التابعة للقوات المسلحة الملكية لتطوير كفاءاته المهنية. كما يستفيد المجند خلال مدة الخدمة العسكرية من إجازات دورية وإستثنائية تحدد بموجب القوانين الجاري بها العمل في مراكز التكوين ووحدات التعيين طبقا للمقتضيات الجاري بها العمل في أنظمة القوات المسلحة الملكية المغربية.

## تاريخ

### عهد الحسن الثاني
جرى العمل بالتجنيد الإجباري لأول مرة خلال حالة الاستثناء التي شهدها المغرب إبان حكم الملك الحسن الثاني بموجب مرسوم ملكي لسنة 1966 والخاص بتنظيم الخدمة العسكرية باستثناءات واسعة وتأجيلات مؤقتة لحالات العجز البدني أو التحمل العائلي أو متابعة الدراسة إلى جانب حالات أخرى وتمتد فترة التجنيد 18 شهرا. قبل أن يتم إلغاؤه في المغرب سنة 2006 من طرف حكومة المغرب 2002-2007 بقيادة إدريس جطو بناء على تعليمات ملكية.

### عهد محمد السادس
في يوم الاثنين 20 أغسطس 2018 تمت المصادقة على مشروع قانون رقم 44-18 لإعادة الخدمة العسكرية في المغرب من طرف حكومة سعد الدين العثماني، بعد تقديم وزير الداخلية عبد الوافي لفتيت، اقتراحاً على المجلس الحكومي من أجل إعادة قانون الخدمة العسكرية الإجباري الذي تم إلغاؤها وفي انتظارعرضه على المجلس الوزاري برئاسة ملك المغرب محمد السادس قبل الخطاب الملكي المنتظر بمناسبة ثورة الملك والشعب. وبمجرد تبنيه والمصادقة عليه من قبل مجلسي البرلمان - في أكتوبر 2018 دخل حيز التطبيق بعد ستة أشهر من نشره بالجريدة الرسمية المغربية.
بموجب القانون الجديد أصبحت الخدمة العسكرية المغربية إجبارية لكل المواطنين والمواطنات المغاربة البالغين مابين 19 و25 سنة باستثناء واسع وتأجيلات مؤقتة لحالات العجز البدني أو الإعالة الأسرية أو متابعة الدراسة إلى جانب حالات أخرى وتمتد فترة التجنيد 12 شهرا.
في ديسمبر 2019، صادق مجلس النواب المغربي بالأغلبية على مشروع القانون المتعلق بالخدمة العسكرية الإجبارية. وسيتم استقبال أول دفعة في سبتمبر 2019.

## التداريب البدنية والعسكرية
يتلقى المجندون خلال فترة الخدمة العسكرية مجموعة من التداريب البدنية للحفاظ على اللياقة البدنية، مما سيساعدهم على تطوير المهارات والتربية على التحمل والصبر والثقة في النفس. كما يتلقى المجندون تأهيلا عسكرياً يساعد على ترسيخ روح الإنضباط وتحمل المسؤولية والإعتماد على الذات من خلال التداريب العسكرية والرياضية والأنشطة التي تساعد على التحمل والتحدي. ويتلقى المجندون أيضاً دروساً في الثقافة العسكرية المبنية على التحلي بالإنضباط والشجاعة وتقوية روح الإلتزام بالمسؤولية.

## إمتيازات المجندون
يستفيد المجندون في الخدمة العسكرية من عدة إمتيازات، أهمها:
- أجرة شهرية غير خاضعة لأي ضريبة أو إقتطاع، وهي تتراوح بين 1050 درهم بالنسبة للجندي و1500 درهم لضابط الصف و2100 درهم للضابط.
- التعويض الخاص بالأعباء المحدد مبلغه الجزافي في 300 درهم بالنسبة للمجندين في المنطقة الجنوبية.
- العلاج في المؤسسات الإستشفائية العسكرية والمساعدة الطبية والاجتماعية
- التغطية الصحية والتأمين عن الوفاة وعن العجز مع تحمل الدولة لمبالغ الاشتراك أو المساهمات المستحقة عليها وعلى المجندين.
- معاش الزمانة عند الإصابة بمرض أو إستفحال المرض بفعل الخدمة العسكرية.
- رتبة عسكرية مماثلة للرتب العسكرية وفقا للنظام التسلسلي الجاري به العمل في القوات المسلحة الملكية : ضابط، ضابط صف وجندي، وذلك بحسب الشهادة التعليمية.
- إحتفاظ الموظف في وضعية الجندية بالأجرة التي يتقاضاها عن وظيفته، وحق العودة إلى إدارته الأصلية بعد نهاية الخدمة العسكرية.
- الحق في المشاركة في المباريات التي يعلن عنها خلال مدة الخدمة العسكرية.

## الإعفاء من الخدمة العسكرية
لقبول طلب الإعفاء من أداء الخدمة العسكرية، يجب إرفاقه بالوثائق المثبتة لكل حالة، وذلك كما يلي:
- العجز البدني أو الصحي: يُثبت بتقرير طبي صادر عن المصالح الإستشفائية العمومية المؤهلة، يؤكد عدم قدرة الشخص المعني على أداء الخدمة العسكرية.
- إعالة الأسرة: يتم إثبات هذه الحالة بشهادة يسلمها عامل العمالة أو الإقليم أو عمالة المقاطعات تثبت صفة معيل للأسرة. ويسلم العامل هذه الشهادة بعد دراسة طلب الإعفاء من طرف اللجنة الإقليمية وقبوله.
- متابعة الدراسة: يتم دعم طلب الإعفاء بشهادة تسلمها الجهة المختصة بالقطاع المعني تثبت أن المعني بالأمر لا زال يتابع دراسته بشكل نظامي في إحدى مؤسسات التعليم العمومي أو الخاص أو التكوين المهني.
- وجود أخ أو أخت مجند في الخدمة باعتباره مجندا، أو وجود أخ أو أخت أو أكثر يمكن استدعاؤهم في الوقت نفسه للخدمة العسكرية: يتم إرفاق طلب الإعفاء بأي وثيقة رسمية تؤكد هذه الحالة.
- إضافة إلى هذه الحالات، أورد القانون المتعلق بالخدمة العسكرية حالات أخرى تستوجب الإعفاء تنطبق أساسا على العنصر النسوي، علما أن الخدمة العسكرية بالنسبة للمرأة يبقى أمرا إختياريا.[8][9]

## إحتجاجات
خلق مشروع قانون إلزامية التجنيد بعد قطيعة دامت أكثر من 10 سنوات لغطا واحتجاجات واسعة في صفوف الشباب المغربي الذي اعتبرها نوعا من تكبيل الأفواه والردع ضد الحركات الشبابية المثقفة والمناهضة للكبوات الحكومية وسياسة الريع والتهميش، بعد تصدرها المشهد الاعلامي بقوة من خلال عدة احتجاجات أبرزها حراك الريف واحتجاجات جرادة وتجربة المقاطعة لبعض الشركات المغربية ضد زيادة الأسعار عام 2018

## تفعيل او ايقاف عمليات التجنيد
- تم ايقاف الخدمة العسكرية الإلزامية في العام 2007 خلال ولاية رئيس الحكومة الأسبق، إدريس جطو، وذلك قبل أن يعود إليها في العام 2018 لتشمل الذكور والإناث لأول مرة، بشرط أن تكون أعمارهم تتراوح بين 19 عاما و25 عاما، ولمدة 12 شهرا فقط.
- وفي يناير/كانون الثاني 2019، دخل قانون "التجنيد الإجباري" (الخدمة العسكرية)، حيّز التنفيذ بعد 11 عاماً من إلغائه.[14]

## إحصائيات
بلغ عدد المجندين المتوقع استقبالهم في عام 2022 عدد 20 الف مجند متوقع وتم اضافة عدد 4 مراكز استقبال جديدة لتكوين الفوج 37.

## قوانين منظمة للتجنيد
- القانون رقم 44.18 المتعلق بالخدمة العسكرية الصادر بتنفيذه الظهير الشريف رقم 1.19.03 الصادر في 16 من جمادى الأولى 1440 (23 يناير2019);

- المرسوم رقم 2.19.46 الصادر في 13 من جمادى الآخرة 1440 (19 فبراير 2019) بتحديد كيفيات تطبيق أحكام القانون رقم 44.18 المتعلق بالخدمة العسكرية;

- المرسوم رقم 2.19.47 الصادر في 13 من جمادى الآخرة 1440(19 فبراير 2019) بتحديد الأجور والمنافع المخولة للمجندين في إطار الخدمة العسكرية والمعاد تجنيدهم;

- قرار مشترك لرئيس الحكومة ووزير الداخلية رقم 760.19 الصادر في 8 رجب 1440 (15 مارس 2019) بتحديد تأليف اللجنة المركزية للإحصاء الخاص بالخدمة العسكرية وكيفيات سير عملها;

- قرار لوزير الداخلية رقم 667.19 الصادر في 8 رجب 1440 (15 مارس 2019) بإحداث الموقع الإلكتروني الخاص بالإحصاء المتعلق بالخدمة العسكرية وتحديد كيفية سيره واشتغاله;

- مقرر لوزير الداخلية رقم 225.24 الصادر في 13 من رجب 1445 (25 يناير 2024) بتحديد تاريخ بداية وانتهاء عملية الإحصاء المتعلق بالخدمة العسكرية برسم سنة 2024.[15]

## وصلات خارجية
- الخدمة العسكرية بالمغرب.. 18 جوابا على أسئلة المرشحين للتجنيد الإجباري
- تفاصيل ومعلومات شاملة عن التجنيد الإجباري بالمغرب
- مركز استقبال المجندين 4 بالمنطقة الجنوبية